# Akbar Kurbanow
Akbar Kurbanow (ros. Акбар Курбанов; ur. 2000) – kazachski zapaśnik walczący w stylu wolnym. Brązowy medalista mistrzostw Azji w 2022. 
Trzeci na mistrzostwach Azji U-23 w 2023, a także na MŚ kadetów w 2017. Drugi na mistrzostwach Azji kadetów w 2017 roku.